# Rómulo Macció
Rómulo Macciò (29 d'abril de 1931 - Buenos Aires, 11 de març de 2016) va ser un pintor argentí associat amb l'avantguarda de la dècada de 1960.

## Biografia
Autodidacta, va treballar en publicitat i arts gràfiques; va exhibir per primera vegada en la Galeria Galatea el 1956, despertant l'interès de Clorindo Testa i Rogelio Polesello unint-se al Grup Boa i guanyat el Premi De Ridder Prize el 1959.
Va formar part del grup Set Pintors Abstractes. Juntament amb Jorge de la Vega, Ernesto Deira i, fugaçment, Enrique Sobisch, va ser un dels representants més destacats del corrent denominat Nova Figuració.
Va guanyar el premi internacional del Institut Di Tella el 1962, convertint-se en sinònim de l'avantguarda al costat d'uns altres, com Luis Felipe Noé. A més va rebre un Premi Konex per cada edició d'Arts Visuals que es fa cada 10 anys (1982, 1992 i 2002), on es premia el millor de cada dècada, per la qual cosa va significar, segons la Fundació Konex, que durant 30 anys va estar entre els 5 millors pintors de l'Argentina.
Macció va realitzar exhibicions a Europa i Amèrica, amb retrospectives i inclusió en col·leccions com les del Museu Nacional de Belles arts (Buenos Aires) i de l'exterior.

## Exposicions (selecció)
- 1963 - Biennal de Sant Pablo.
- 1967- Institut Di Tella, Buenos Aires.
- 1968- Biennale di Venezia, Pavelló Argentí.
- 1969 -Centre de Relacions Interamericanas, Nova York.
- 1976 - Museu d'Art Modern, Mèxic DF.
- 1977 - Museu d'Art Modern, París.
- 1985 - Biennal de Sant Pablo.
- 1987 - Sales Nacionals, Buenos Aires.
- 1988 -Biennale di Venezia.
- 1990 - Sala Saint Jean, Hotel de Ville, París.
- 1991 - Castello Sforzesco, -Sala Viscontea, Milà; Institut Italo Llatinoamericà, Roma.
- 1996 -Museu Cuevas, Mèxic DF.
- 1997- Fundació PROA, Buenos Aires.
- 1999 - Centre Cultural Recoleta, Buenos Aires.